# Jevgenij Tsymbal
Jevgenij Tsymbal (russisk: Евгений Васильевич Цымбал) (født 5. september 1949 i Jejsk i Sovjetunionen) er en sovjetisk filminstruktør.

## Filmografi
- Zasjjitnik Sedov (Защитник Седов, 1988)[1][2]